# Alexandre Alexandrovich da Rússia
Alexandre Alexandrovich da Rússia (em russo: Александр Александрович Романов; romaniz.: Aleksandr Aleksandrovich Románov) (Palácio de Alexandre, em Tsarskoye Selo, próximo de São Petersburgo, 7 de junho; 26 de maio no calendário juliano de 1869 — São Petersburgo, 2 de maio; 20 de abril no calendário juliano de 1870) foi um dos seis filhos do imperador Alexandre III e da imperatriz Maria Feodorovna, nascida princesa Dagmar da Dinamarca. Denominado Czarevich Alexandre era o herdeiro aparente do trono russo. Ele era o segundo filho de Alexandre e Maria e o irmão mais novo do futuro imperador Nicolau II. Ele morreu de meningite em 1870, um mês antes de seu primeiro aniversário. "Os médicos afirmam que ele não sofreu, mas sofremos muito ao vê-lo e ouvi-lo", escreveu sua mãe à própria mãe, a rainha Luísa da Dinamarca.